# Andre Rohde
Andre Rohde-Kopp (* 18. August 1975 als André Rohde in Görlitz) ist ein ehemaliger deutscher Gewichtheber.

## Sportlicher Werdegang
Rohdes erster internationaler Wettkampf waren die Juniorenweltmeisterschaften 1994 in Jakarta, wo er in der Klasse bis 91 kg mit einer Zweikampfleistung von 300,0 kg den zehnten Platz belegte. Bei den Juniorenweltmeisterschaften 1995 in Warschau konnte André Rohde, die Silbermedaille im Stoßen und die Bronzemedaille im olympischen Zweikampf gewinnen.
Sein größter Erfolg war der Gewinn der Bronzemedaille im Reißen in der Klasse bis 105 kg 2003 bei den Europameisterschaften in Loutraki mit einer Leistung von 185,0 kg. Bei den Olympischen Spielen 2004 in Athen belegt er den 10. Platz im Schwergewicht bis 105 kg.
Im Oktober 2006 bei den Weltmeisterschaften in Santa Domingo verletzte sich André Rohde so schwer, dass er nach langem Kampf zurück in die Weltspitze seine sportliche Laufbahn 2007 beenden musste und im Dezember 2007 aus der Nationalmannschaft verabschiedet wurde.

## Persönliche Bestleistungen
- Reißen: 185,0 kg in der Klasse bis 105 kg bei den Weltmeisterschaften 2002 in Warschau
- Stoßen: 225,0 kg in der Klasse bis 105 kg bei den Europameisterschaften 2004 in Kiew
- Zweikampf: 407,5 kg (185,0 kg / 222,5 kg) in der Klasse bis 105 kg bei den Weltmeisterschaften 2002 in Warschau

Rohdes Bestleistungen stellen derzeit (Stand: März 2017) die deutschen Rekorde in der Gewichtsklasse bis 105 kg dar.

## Erfolge
- Olympische Spiele: 2004 10. Platz bis 105 kg im Zweikampf
- Weltmeisterschaften 1998 6. Platz über 105 kg,
- Weltmeisterschaften 2001 12. Platz bis 105 kg
- Weltmeisterschaften 2002 8. Platz bis 105 kg
- Weltmeisterschaften 2003 10. Platz bis 105 kg,
- Weltmeisterschaften 2005 8. Platz bis 105 kg (jeweils im Zweikampf)
- Europameisterschaften: 2000 8. Platz bis 105 kg,
- Europameisterschaften: 2002 7. Platz bis 105 kg
- Europameisterschaften: 2003 6. Platz bis 105 kg
- Europameisterschaften: 2004 6. Platz bis 105 kg
- Europameisterschaften 2005 7. Platz bis 105 kg (jeweils im Zweikampf)
- Juniorenweltmeisterschaften: 1994 10. Platz bis 91 kg, 1995 3. Platz bis 99 kg (jeweils im Zweikampf)
- Junioreneuropameisterschaften: 1994 5. Platz bis 99 kg, 1995 5. Platz bis 99 kg (jeweils im Zweikampf)
- EU-Meisterschaften: 2000 1. Platz über 105 kg, 2001 1. Platz bis 105 kg
- Einzelmedaillen: 2003 EM-Bronze im Reißen, 1995 JWM-Silber im Stoßen